# Podorungia
Podorungia es un género de  fanerógamas perteneciente a la familia Acanthaceae. El género tiene cinco especies de hierbas.

## Taxonomía
El género fue descrito por  Henri Ernest Baillon y publicado en Histoire des Plantes 10: 443. 1891. La especie tipo es: Podorungia lantzei

## Especies
- Podorungia clandestina
- Podorungia decaryi
- Podorungia humblotii
- Podorungia lantzei
- Podorungia serotina